# Ivan Laljak-Ivićstadion
Het Ivan Laljak-Ivićstadion (Kroatisch: Stadion Ivan Laljak-Ivić) is een multifunctioneel stadion in Zaprešić, een stad in Kroatië. Het stadion is vooral bekend als het stadion voor de voetbalclub NK Inter Zaprešić. Het heeft een capaciteit van 5.228 toeschouwers. De vroegere naam van het stadion was Stadion ŠRC Zaprešić, dit werd in 2019 veranderd.
De basis van het stadion lag er vanaf 1962. Sterke uitbreidingen, waaronder een grote tribune aan de oostkant werd gebouwd voor de zomerUniversiade van 1987. Dat is een internationaal multisportevenement, georganiseerd voor universiteitsstudenten dat in 1987 in Joegoslavië werd gespeeld. Er kwam nieuwe verlichting in 2003. Vanaf mei 2018 werd er gewerkt aan het hoofdveld. Zo werd eronder meer een nieuw 'hybride' grasveld gelegd, een mengeling van kunst- en natuurgras.
In 2017 werd in dit stadion een internationale wedstrijd gespeeld tussen Faeröer en Frankrijk. Dat gebeurde op het Europees kampioenschap voetbal mannen onder 17 van 2017.
Stadion Aldo Drosina (NK Istra 1961) ·
Gradski Stadion (NK Slaven Belupo) ·
Stadion Rujevica (HNK Rijeka) ·
Stadion Kranjčevićeva (NK Lokomotiva Zagreb) ·
Maksimirstadion (GNK Dinamo Zagreb) ·
Opus Arena (NK Osijek) ·
Stadion Kranjčevićeva (NK Rudeš) ·
Poljudstadion (HNK Hajduk Split) ·
Gradski Stadion (HNK Gorica) ·
Varteksstadion (NK Varaždin)
Stadion BSK (BSK Bijelo Brdo) · 
Cibaliastadion (Cibalia Vinkovci) ·
Stadion Marijan Šuto Mrma (NK Croatia Zmijavci) ·
Stadion NŠC Stjepan Spajić (NK Dubrava) ·
Stadion Hrvatski vitezovi (NK Dugopolje) ·
Ivan Laljak-Ivićstadion (NK Jarun) ·
Stadion Krimeja (HNK Orijent) ·
Stadion sv. Josipa Radnika (NK Sesvete) ·
Stadion Hrvatski vitezovi (NK Solin) ·
Stadion Šubićevac (HNK Šibenik) ·
Stadion u Borovu naselju (HNK Vukovar 1991) ·
Stadion Gradski vrt (NK Zrinski Osječko 1664)